# Mormolyca
Mormolyca, abbreviated as Mlca in horticultural trade, là một chi lan comprising of 9 species bản địa của Trung Mỹ and miền bắc Nam Mỹ.

## Hình ảnh

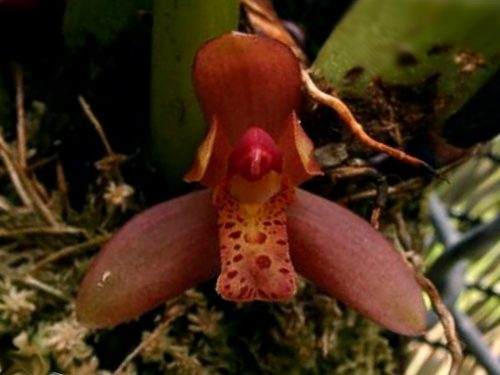